# Tenpō
Tenpō (jap. 天保) – era w dziejach Japonii przypadająca na lata 1830–1843. Najważniejszy okres ostatnich lat rządów rodu Tokugawa.
Okres ten charakteryzował się kryzysem ekonomicznym. W okresie tym zanotowano kilkakrotne emisje ogromnych kwot pieniądza, co doprowadziło do katastrofalnej inflacji. W 1840 daimyō byli zmuszeni do zaciągnięcia 60 milionów ryō złota pożyczki od kupców z Ōsaki, z których same tylko odsetki roczne, jeśli byłyby spłacane, stanowiłyby około jedną czwartą dochodu podatkowego całego kraju. Kolejną cechą charakterystyczną tego okresu było zubożenie klasy samurajów, spowodowane niekorzystnym stosunkiem liczby samurajów do liczby przewidzianych dla nich stanowisk. Dostatnio żyła nieliczna grupa bogaczy z wyższych warstw społeczności miejskich i wiejskich, podczas gdy biedota wiejska i miejska przymierała głodem. Ludzie biedni, ograniczeni sztywnymi ramami systemu ekonomicznego, wobec wzmagającej się inflacji i rozwiniętej gospodarki pieniężnej nie mogli zaspokoić podstawowych potrzeb życiowych. W 1833 roku klęska głodu nawiedziła północną Japonię, a w 1836 cały kraj. Chłopi uciekali ze wsi do miast z nadzieją znalezienia pracy na służbie. Zaczęły się napady na składy ryżu. Heihachirō Ōshio wezwał chłopów z czterech prowincji wokół Osaki do powstania i wymordowania "bezdusznych urzędników i pławiących się w zbytku kupców, którzy bogacą się kiedy biedacy głodują". Powstanie to zostało stłumione w ciągu jednego dnia.
W roku 1838 powstała sintoistyczna sekta Tenri, która wraz z sektą Konkō i sektą Kurozumi zdobywała zwolenników wśród mas chłopskich, obiecując im szczęśliwe i wolne od chorób życie.
Sfera ówczesnej inteligencji potępiała rządy Tokugawów. Shōeki Andō wzywał do likwidacji klasy samurajów i do całkowitego powrotu do gospodarki agrarnej. Toshiaki Honda nawoływał do przestawienia Japonii na tory polityki imperialnej i do założenia na Kamczatce stolicy o światowym zasięgu. Filozofowie z Mito domagali się w imieniu cesarza większej troski ze strony rządu o potrzeby kraju.